# Zungoli
Zungoli – miejscowość i gmina we Włoszech, w regionie Kampania, w prowincji Avellino.
Według danych na 1 stycznia 2022 roku gminę zamieszkiwały 972 osoby (469 mężczyzn i 503 kobiety).